# Rupiah Banda
Rupiah Bwezani Banda (Gwanda, 13 februari 1937 – Lusaka, 11 maart 2022) was tussen 2008 en 2011 president van Zambia. Daarvoor had hij al enkele belangrijke diplomatieke functies en was hij actief als politicus voor de UNIP. In oktober 2006 werd hij benoemd tot vicepresident. Hij werd waarnemend president toen Levy Mwanawasa in juni 2008 een beroerte kreeg en in augustus dat jaar stierf. Als kandidaat voor de Movement for Multiparty Democracy (MMD) won hij vervolgens ternauwernood de presidentsverkiezingen van 2008, hoewel hij van veel kanten ervan werd beschuldigd door fraude te hebben gewonnen.

## Biografie

### Jonge jaren en diplomatie
Banda werd geboren in Gwanda. Zijn ouders waren hier voor zijn geboorte naartoe verhuisd om werk te vinden. Banda kreeg financiële steun van een lokale Nederlandse priester voor zijn opleiding. Hij raakte betrokken bij de politiek toen hij in 1960 lid werd van de jongerentak van de UNIP. In 1966 trouwde hij met Hope Mwansa Makulu. Samen kregen ze vijf zonen.
Banda was gedurende de jaren 60 vertegenwoordiger van de UNIP in Noord-Europa. In 1965 werd hij benoemd tot ambassadeur van Zambia in Egypte. Tijdens zijn verblijf aldaar raakte hij bevriend met Jonas Savimbi, de leider van de UNITA. Mede door zijn invloed kon de UNITA kantoren openen in Lusaka.
Op 7 april 1967 werd Banda ambassadeur in de Verenigde Staten. Twee jaar later keerde hij terug naar Zambia, alwaar hij hoofd werd van de Rural Development Corporation. Hierna werd hij benoemd tot permanente afgevaardigde voor de Verenigde Naties. Vanuit deze positie leidde hij de VN-raad voor Namibië. Na een jaar bij de VN te hebben gezeten, werd hij benoemd tot minister voor Buitenlandse Zaken in het Zambiaanse kabinet. Als minister probeerde hij een staakt-het-vuren te regelen in Angola.

### Politiek
Banda werd in 1978 benoemd tot parlementslid voor het kiesdistrict Munali. In 1983 werd hij herverkozen voor deze positie. In 1988 won hij de verkiezingen niet, maar vocht deze uitslag aan voor de rechter. Bij de verkiezingen van 1991 verloor hij zijn positie in het parlement aan Ronald Penza. Aanvankelijk wilde Banda zich weer verkiesbaar stellen in 1996, maar hij besloot net als de UNIP deze verkiezingen te boycotten. Hij sloot zich later aan bij de MMD.
Nadat president Mwanawasa werd herkozen in september 2006, benoemde hij Banda tot vicepresident. Deze beslissing werd alom gezien als een manier om Oost-Zambianen te belonen voor hun steun aan de MMD.

### President
Op 29 juni 2008 kreeg Mwanawasa een beroerte tijdens een bijeenkomst van de Afrikaanse Unie. Banda nam daarom de taken van de president over. Hij liet vaak optimistische, maar vage berichten over Mwanawasa’s gezondheid doorschemeren. Deze opmerkingen werden dan ook door veel mensen sceptisch ontvangen.
Mwanawasa herstelde niet meer van de beroerte, en stierf uiteindelijk in een ziekenhuis in Parijs op 19 augustus 2008. Banda kondigde na de dood van Mwanawasa zeven dagen van nationale rouw af. Na Mwanawasa’s dood werd Banda officieel waarnemend president tot aan de volgende verkiezingen, die volgens het parlement binnen 90 dagen na Mwanawasa’s overlijden plaats moesten vinden.
Banda stelde zich op 26 augustus 2008 namens de MMD kandidaat voor deze verkiezingen. De verkiezingen vonden plaats op 30 oktober. Bij eerste peilingen leek Banda’s primaire tegenstander, Michael Sata, te gaan winnen, maar toen de stemmen in de landelijke gebieden werden geteld haalde Banda de achterstand al snel in. Op 2 november won Banda met 40% van de stemmen tegen 38% voor Sata. Hij werd nog die dag beëdigd als president.
Het Patriotic Front (PF), de partij van Sata, beschuldigde Banda echter van verkiezingsfraude. De partij weigerde dan ook Banda’s overwinning te erkennen. Aanhangers van Sata veroorzaakten na het horen van de uitslag rellen in Lusaka en Kitwe.